# العلاقات السورية الكويتية
العلاقات الكويتية السورية، هي العلاقات الخارجية بين الكويت وسوريا. ما قبل الحرب الأهلية السورية كانت العلاقات الكويتية السورية ترتكز على الاحترام والتشاور والتعاون المشترك بين قيادة البلدين، تذبذبت العلاقات عقب أحداث الحرب الأهلية السورية حيث ترفض الكويت السياسة المُمنهجة في سوريا، وفي فبراير عام 2012 قررت الكويت سحب سفيرها من سوريا، وطلبت من السفير السوري مغادرة البلاد تنفيذاً لقرار مجلس التعاون الخليجي، باستثناء سلطنة عمان. وفي أبريل عام 2014، أغلقت السفارة السورية أبوابها بعد قرار الحكومة السورية إغلاق سفاراتها في عدد من الدول، من ضمنها الكويت. قبل أن تعاود الافتتاح في نهاية العام 2014.